# هاتینگن
شهر هاتینگندر ایالت نوردراین-وستفالن در کشور آلمان واقع شده‌است.